# Győry Dezső
Győry Dezső (eredeti neve: Wallentinyi Dezső) (Rimaszombat, 1900. március 18. – Budapest, 1974. február 1.) háromszoros József Attila-díjas (1956, 1958, 1970) magyar költő, író, újságíró.

## Életpályája
Édesapja dr. Wallentinyi Dezső (1873-1924) tanár, édesanyja Győry Ida volt. Középiskolai tanulmányait Rimaszombatban végezte el. 1917-től jelentek meg művei. 1919-ben a Budapesti Tudományegyetem hallgatója volt, mint Eötvös-kollégista; a Tanácsköztársaság alatt a Vörös Hadseregben szolgált. 
1920–1922 között Halléban és Hamburgban tanult. 1921-től a Mi Lapunk, a Kassai Újság, a Színházi Újság, a Losonci Újság és a Prágai Magyar Hírlap jelentette meg írásait. 1922-től Csehszlovákiában élt, ahol a Losonci Hírlapnál, a Kassai Hírlapnál dolgozott. 1925-ben a Kassai Hírlap felelős szerkesztője lett, valamint a Prágai Magyar Hírlap irodalmi mellékletének, a Magyar Vasárnapnak a szerkesztője lett. 1933–1938 között a Magyar Újság felelős szerkesztője volt. 1937-ben Vozári Dezsővel megalakította a Csehszlovákiai Magyar Demokrata Írókört. 
1939-től bujkálni kényszerült. 1941-től Beregszászban élt. 1949-ben Budapestre költözött.
Sírja a Farkasréti temetőben található.

## Művei

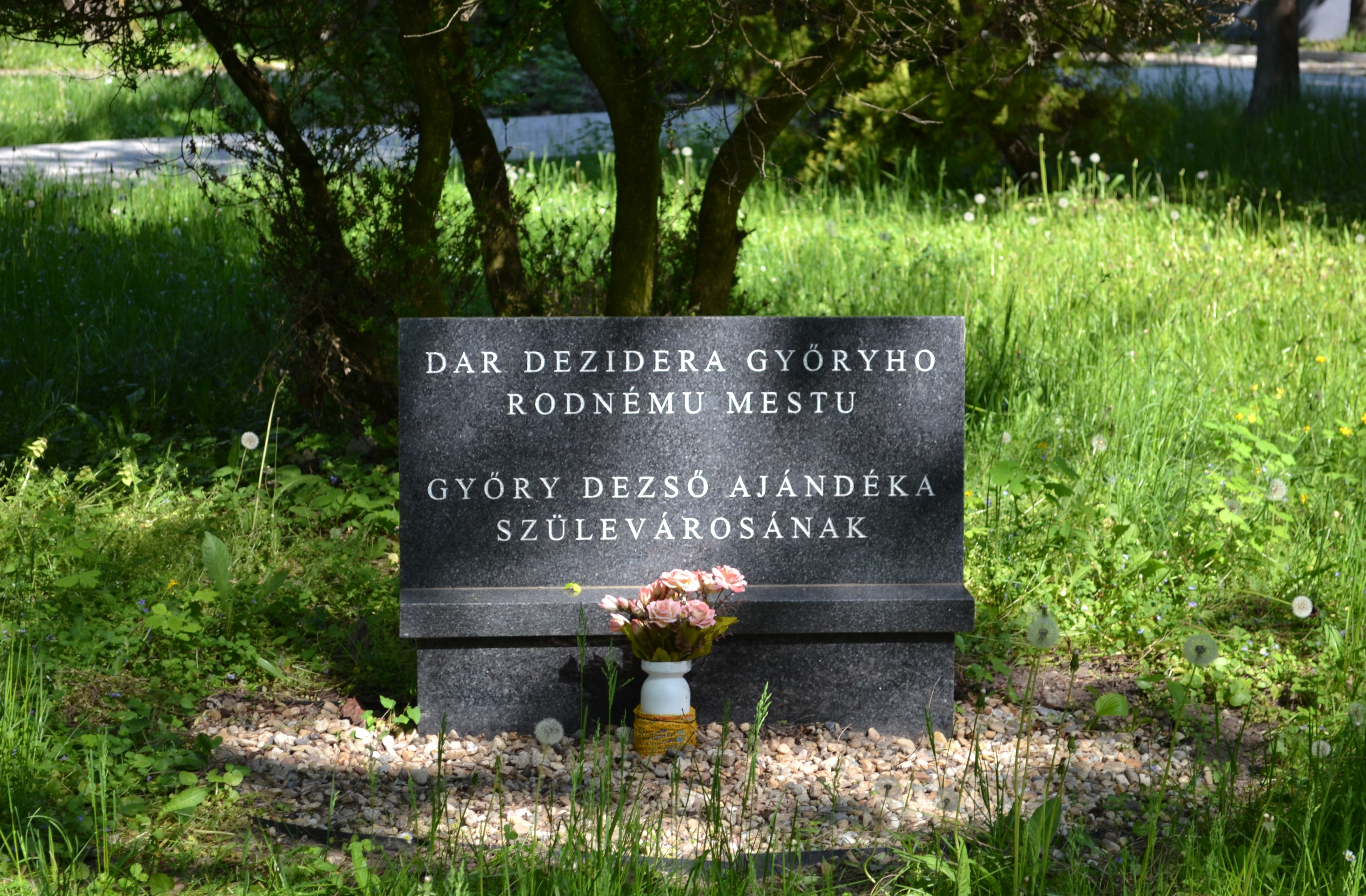
Győry Dezső emléktáblája Rimaszombatban (2018)

- Hangulatok és gondolatok dalban és prózában (versek); Mátyusföldi Lapok, Galánta, 1921
- Százados adósság (versek, 1923)
- A láthatatlan gárda (versek, 1927)
- Újarcú magyarok (versek, 1927)
- Hol a költő? (versek, 1931)
- A hegyek árnyékában (versek, 1936)
- Zengő Dunatáj (versek, 1938)
- Emberi hang (versek, 1940)
- Magyar hegyibeszéd; Egyetemi Ny., Bp., 1940
- A veszedelmes ember. Czabán Samu életrajza (regény, 1950)
- Ismerd meg hazádat (szerk., képes honismertető, 1953)
- Az első honvédek (regény, 1953)
- Négy nap dörgött az ágyú (regény, 1953)
- A bujdosók tábortüze. Kisregény a szabadságharc idejéből; Honvéd Kiadó Intézet, Bp., 1954 (Szabad Hazánkért kiskönyvtára)
- Viharvirág (regény, 1955)
- Zengő Dunatáj (válogatott versek, Fábry Zoltánnal és Ilku Pállal, 1957)
- Vérehulló szerelem (kisregény, 1957)
- Sorsvirág. Regény a szabadságharcot követő évekből (1959)
- Szarvasbőgés (regény, 1960)
- Gömöri rengeteg (regény, 1960)
- A nagy érettségi (regényes visszaemlékezések, Halasi Andorral, 1960)
- Az élő válaszol (válogatott és új versek, Dobossy Lászlóval, 1964)
- A vérvörös Vág (regény, 1964)
- Veronika. Regény; Szépirodalmi, Bp., 1965
- Tűzvirág (1966)
- Emberi hang (válogatott és új versek, Sándor Lászlóval, 1970)
- Két végzetes korona (történelmi kisregények, 1973)
- Férfiének (válogatott és új versek, Czine Mihállyal, 1974)
- Kiáltó szó (válogatott versek, kiadta: Szeberényi Zoltán, 1983)

## Díjai
- A Masaryk Akadémia irodalmi nagydíjasa (1932)
- József Attila-díj (1956, 1958, 1970)
- Munka Érdemrend (1960)